# جغرافيا ساحل العاج

كوت ديفوار خريطة تصنيف مناخ كوبن.

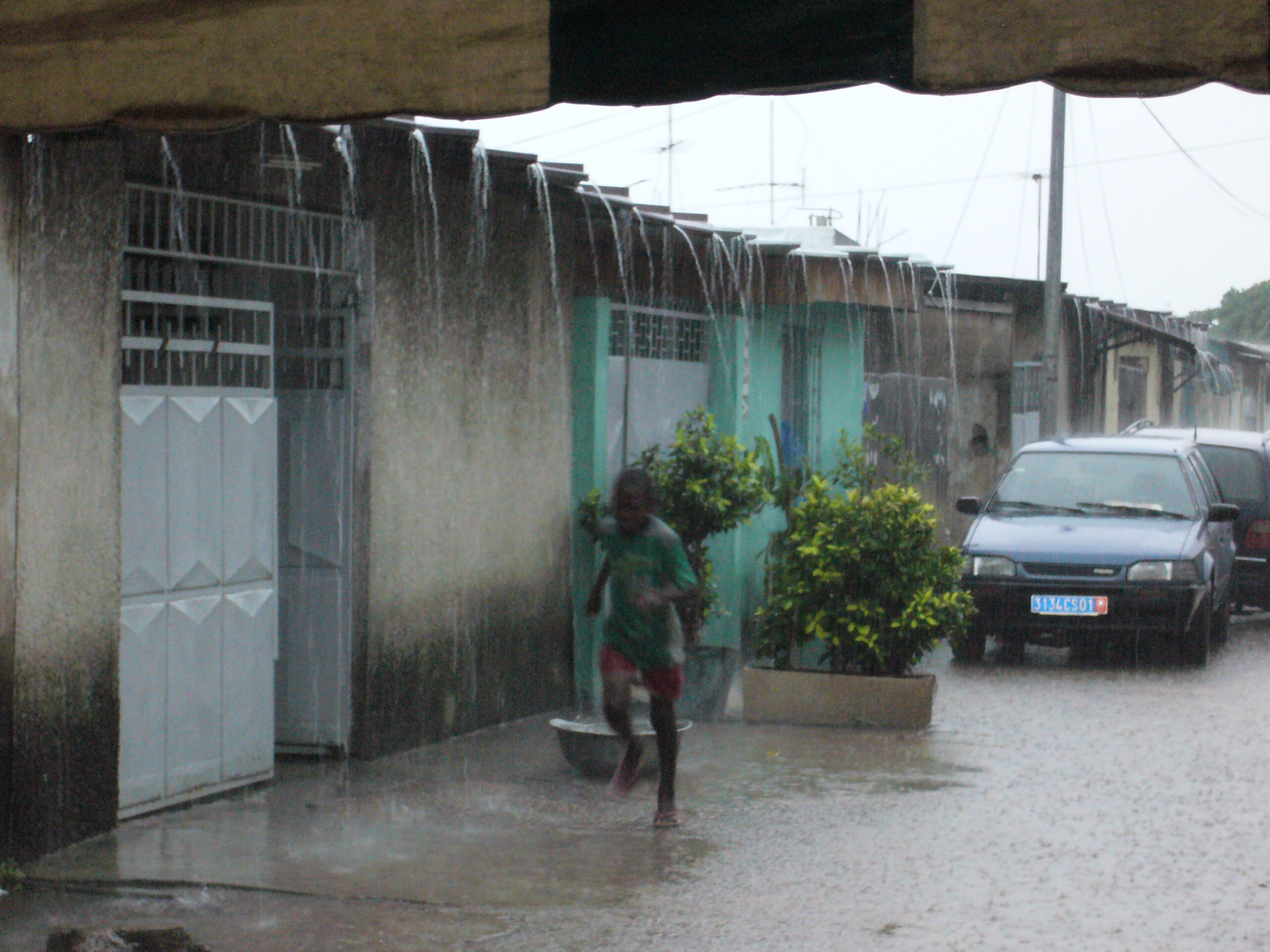
أمطار غزيرة في أبيدجان (يونيو)

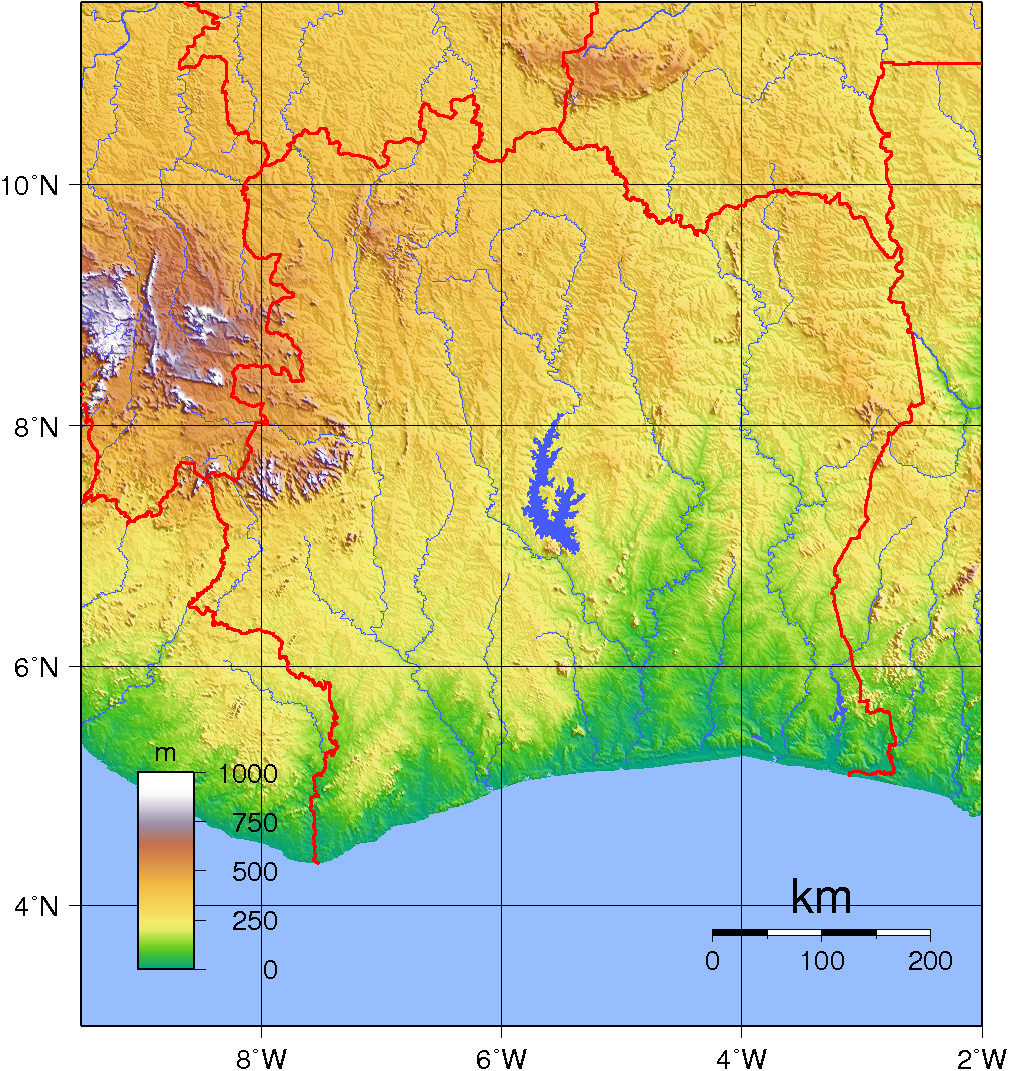
تضاريس ساحل العاج

ساحل العاج، (كوت ديفوار) هي دولة جنوب الصحراء الكبرى في جنوب غرب أفريقيا وتقع عند 8 درجة شمالًا، 5 درجة غربًا. ويبدو البلد تقريبًا بشكل مربع. حدودها الجنوبية 515 كيلومتر (320 ميل) على ساحل خليج غينيا في شمال المحيط الأطلسي. على الجوانب الثلاثة الأخرى تحدها خمس دول أفريقية أخرى بإجمالي 3,458 كيلومتر (2,149 ميل): ليبيريا إلى الجنوب الغربي لمسافة 778 كيلومتر (483 ميل)، غينيا إلى الشمال الغربي لعام 816 كيلومتر (507 ميل)، مالي إلى الشمال الغربي لمسافة 599 كيلومتر (372 ميل)، بوركينا فاسو إلى الشمال الشرقي لمسافة 545 كيلومتر (339 ميل)، وغانا إلى الشرق 720 كيلومتر (447 ميل).
تضم ساحل العاج 322,463 كيلومتر مربع (124,500 ميل2)، منها 318,003 كيلومتر مربع (122,780 ميل2) هو الأرض و 4,460 كيلومتر مربع (1,720 ميل2) هو الماء، مما يجعل البلد يقارب حجم ألمانيا.

## المطالبات البحرية
تقدم ساحل العاج مطالبات بحرية تبلغ 200 ميل بحري (370.4 كـم؛ 230.2 ميل) كمنطقة اقتصادية خالصة، 12 ميل بحري (22.2 كـم؛ 13.8 ميل) من البحر الإقليمي، و 200 ميل بحري (370.4 كـم؛ 230.2 ميل) الجرف القاري.

## التضاريس والتوبوجرافيا
تُوصف تضاريس ساحل العاج بشكلٍ عام على أنها هضبة كبيرة ترتفع تدريجيًا من مستوى سطح البحر في الجنوب إلى ما يقرب من 500 متر (1,640 قدم) الإرتفاع في الشمال. جُعلت الأمة دولة مزدهرة نسبيًا من خلال الموارد الطبيعية في الاقتصاد الأفريقي. تتميز المنطقة الجنوبية الشرقية من ساحل العاج ببحيرات ساحلية داخلية تبدأ عند الحدود الغانية وتمتد إلى 300 كيلومتر (186 ميل) على طول النصف الشرقي من الساحل. المنطقة الجنوبية، وخاصة الجنوب الغربي، مغطاة بغابات رطبة استوائية كثيفة. تمتد غابات غينيا الشرقية من نهر ساساندرا عبر الجزء الجنوبي الأوسط والجنوبي الشرقي من ساحل العاج والشرق إلى غانا، بينما تمتد غابات الأراضي المنخفضة في غرب غينيا غربًا من نهر ساساندرا إلى ليبيريا وجنوب شرق غينيا. تعد جبال منطقة Dix-Huit Montagnes، في غرب البلاد بالقرب من الحدود مع غينيا وليبيريا، موطنًا للغابات الجبلية الغينية.
يمتد حزام فسيفساء غابات السافانا الغينية عبر وسط البلاد من الشرق إلى الغرب، وهو المنطقة الإنتقالية بين الغابات الساحلية والسافانا الداخلية. فسيفساء غابات السافانا تتداخل مع موائل الغابات والسافانا والأراضي العشبية. ساحل العاج الشمالي هو جزء من منطقة السافانا بغرب السودان من الأراضي العشبية الاستوائية وشبه الاستوائية، والسافانا، ومناطق الأدغال إحيائية. وهي منطقة تربة طرية أو رملية يتناقص فيها الغطاء النباتي من الجنوب إلى الشمال.
التضاريس هي في الغالب مسطحة إلى سهل متموج، مع الجبال في الشمال الغربي. يوجد أدنى ارتفاع في ساحل العاج عند مستوى سطح البحر على السواحل. أعلى ارتفاع هو جبل نيمبا، على 1,752 مترًا (5,748 قدم) في أقصى غرب البلاد على طول الحدود مع غينيا وليبيريا.

## الأنهار
يتدفق نهر كافالا المنطقة الحدودية الغربية لساحل العاج وشرق ليبريا. وهي تشكل ثلثي الحدود الدولية بين ليبريا وكوت ديفوار.
يتشكل نهر ساساندرا في مرتفعات غينيا ويتدفق جزءًا كبيرًا من الجزء الغربي من ساحل العاج شرق نهر كافالا.
نهر بانداما هو أطول نهر في ساحل العاج ويبلغ طوله حوالي 800 كيلومترًا (497 ميل) تم تجفيف الجزء الأوسط الشرقي من البلاد.
في عام 1973، تم بناء سد كوسو في كوسو على بانداما مما أدى إلى إنشاء بحيرة كوسو. وتقع العاصمة ياموسوكرو بالقرب من النهر جنوب البحيرة.
ينبع نهر كوموي من هضبة سيكاسو في بوركينا فاسو، ولفترة وجيزة يتبع الحدود بين بوركينا فاسو وساحل العاج قبل دخول ساحل العاج. وهي تستنزف الأجزاء الشمالية الشرقية والشرقية من البلاد قبل أن يفرغ في الطرف الشرقي من بحيرة إبري وفي نهاية المطاف خليج غينيا في المحيط الأطلسي. تساهم مياهها في حديقة كوموي الوطنية.

## مناخ
مناخ ساحل العاج هو عمومًا دافئ ورطب، بدءًا من المناخ الاستوائي في السواحل الجنوبية إلى المناخ الاستوائي في الوسط وشبه القاحلة في أقصى الشمال. هناك ثلاثة مواسم: دافئة وجافة (نوفمبر إلى مارس)، وحارة وجافة (مارس إلى مايو)، وحارة ورطبة (يونيو إلى أكتوبر). متوسط درجات الحرارة بين 25 و 32 °م (77.0 و 89.6 °ف) وتتراوح من 10 إلى 40 °م (50 إلى 104 °ف).

## المحاصيل والموارد الطبيعية
ساحل العاج لديها صناعة أخشاب كبيرة بسبب تغطيتها الكبيرة للغابات. تضاهي صادرات البلاد من الأخشاب الصلبة صادرات البرازيل. في السنوات الأخيرة كان هناك الكثير من القلق بشأن المعدل السريع لإزالة الغابات. يتم تدمير الغابات المطيرة بمعدل يُشار إليه أحيانًا على أنه الأعلى في العالم. الغابة الوحيدة التي لم يمسها أحد في ساحل العاج هي منتزه تاي الوطني ( بارك ناشيونال دي تاي )، وهي منطقة تبلغ مساحتها 3,600 كيلومتر مربع (1,390 ميل2) في أقصى جنوب غرب البلاد التي تضم أكثر من 150 نوعًا مستوطنًا والعديد من الأنواع الأخرى المهددة بالانقراض مثل فرس النهر البيغمي و 11 نوعًا من القرود.
9٪؜ من البلاد هي أراضٍ صالحة للزراعة. ساحل العاج هي أكبر منتج للكاكاو في العالم، وهو محصول نقدي وطني رئيسي. تشمل المحاصيل الرئيسية الأخرى البن والموز ونخيل الزيت، والتي تنتج زيت النخيل وحبوبها. تشمل الموارد الطبيعية البترول والغاز الطبيعي والماس والمنغنيز والحديد والكوبالت والبوكسيت والنحاس والذهب والنيكل والتنتالوم ورمل السيليكا والطين وزيت النخيل والطاقة المائية.

## الأخطار الطبيعية
تشمل المخاطر الطبيعية الأمواج الغزيرة ونقص الموانئ الطبيعية على الساحل؛ خلال موسم الأمطار، تشكل الفيضانات الغزيرة خطرًا.

## النقاط المتطرفة
النقاط المتطرفة هي النقاط الجغرافية التي تكون الأبعد شمالًا أو جنوبًا أو شرقًا أو غربًا من أي موقع آخر في البلاد.
- أقصى نقطة شمالية - النقطة التي تدخل فيها الحدود مع مالي في نهر باجوي ، منطقة سافانيس
- أقصى نقطة جنوبا - بوبريه ، مقاطعة باس ساساندرا
- أقصى نقطة في الشرق - موقع غير مسمى على الحدود مع غانا جنوب غرب بلدة تانبي ، مقاطعة زانزان
- أقصى نقطة في الغرب - موقع غير مسمى على الحدود مع ليبيريا في نهر نون غرب كلوبلي ، مقاطعة مونتانيز